# Dicranomyia (Dicranomyia) jacobus
Dicranomyia (Dicranomyia) jacobus is een tweevleugelige uit de familie steltmuggen (Limoniidae). De soort komt voor in het Australaziatisch gebied.